# Pilumnus novaezealandiae
Pilumnus novaezealandiae is een krabbensoort uit de familie van de Pilumnidae. De wetenschappelijke naam van de soort is voor het eerst geldig gepubliceerd in 1885 door Filhol.